# 비사르 무슬리우
비사르 무슬리우(마케도니아어: Висар Муслиу, 1994년 11월 13일 ~ )는 벨기에 프로 리그 클럽 신트트라위던과 북마케도니아 국가대표팀에서 센터백으로 활약하는 북마케도니아의 프로 축구 선수이다.

## 구단 경력
무슬리우는 FK 레노바에서 축구 경력을 시작하여 첫 5년의 대부분을 보냈다. 그 사이에 그는 FK 고스티바르에서 6개월 동안 임대 생활을 했다. 2014년 여름, 그는 1년 계약으로 스위스 클럽 장크트갈렌으로 이적했지만, 그들이 그를 다시 레노바로 임대 보내면서 그곳에서 뛰지 못했다.
2017년 6월 3일, 그는 프르바 리가 클럽 FK 바르다르로 이적하여 다가오는 UEFA 챔피언스리그 예선을 위한 보강 선수로 그를 고용했다. 결국, 무슬리우는 바르다르가 2017-18년 UEFA 유로파리그 그룹 스테이지에 진출하는 데 기여하여, 유럽 UEFA 토너먼트에 진출한 최초의 북마케도니아 축구 클럽이 되었다.
2019년 8월 5일, 그는 슈켄디야에서 헝가리 클럽 페헤르바르로 이적했다.
2022년 1월 19일, 무슬리우는 2. 분데스리가 클럽 잉골슈타트에 합류했다.
2023년 6월, 무슬리우는 잉골슈타트를 떠난 후 SC 파더보른과 계약했다.
2025년 2월 4일, 무슬리우는 벨기에의 신트트라위던으로 이사했다.

## 국가대표팀 경력
무슬리우는 2013년부터 2017년까지 북마케도니아 U-21 국가대표팀의 일원으로 12번의 캡을 획득했다. 그는 조별 리그 마지막 경기에 출전할 수 있었던 첫 번째 마케도니아 U-21 세대의 일원이었으며, 포르투갈과의 경기에서 마리안 라데스키를 대신해 28분에 교체 투입되었다.
2017년 9월 2일, 그는 이스라엘과의 2018년 FIFA 월드컵 예선 경기에서 북마케도니아 국가대표팀 데뷔 전을 치렀으며, 비사르는 풀타임을 소화하며 팀이 1-0 승리를 거두는 데 기여했다. 2020년 4월 1일 현재, 무슬리우는 총 20경기에 출전하여 한 골을 기록했다.